# Champion (Oper)
Champion ist eine Oper (Originalbezeichnung: „An Opera in Jazz“) in zwei Akten und zehn Szenen von Terence Blanchard (Musik) mit einem Libretto von Michael Cristofer über die Lebensgeschichte des Box-Weltmeisters Emile Griffith. Sie wurde am 15. Juni 2013 durch das Opera Theatre of Saint Louis uraufgeführt.

## Handlung

### Erster Akt
Anfang der 2000er Jahre leidet der ehemalige Boxer Emile Griffith an Demenz und ist pflegebedürftig. Er lebt in einer Wohnung in Hempstead, einem Vorort von New York City auf Long Island, wo er von seinem Adoptivsohn Luis unterstützt wird. Während er auf Luis wartet, der ihm beim Ankleiden helfen muss, denkt Emile über seinen Platz im Leben nach. Luis mahnt ihn zur Eile, da die beiden zu einem wichtigen Treffen gehen wollen. Es folgen Rückblenden aus Emiles Leben, in denen er gelegentlich mit seinem jüngeren Selbst kommuniziert.
Ende der 1950er Jahre kündigt der Ansager eines Boxrings den Auftritt des jungen Emile an, eines Hutmachers von der Karibik-Insel Saint Thomas. Vor seiner Abreise aus Saint Thomas träumt Emile davon, in Manhattan als Sänger, Baseballspieler und Hutmacher zu Geld zu kommen (Chor mit karibischen Tänzern: „Oh, boy. That boy is happy“). In New York trifft er auf seine Mutter Emelda, die ihn erst mit seinem Bruder Frankie verwechselt, da sie ihre Ehemänner und ihre sieben Kinder früh verlassen hat. Sie freut sich über das Wiedersehen und erkundigt sich nach seinen Geschwistern, die bei verschiedenen Verwandten leben. Jetzt lebt sie allein, fühlt sich einsam und zweifelt an sich selbst.
Emelda führt Emile bei dem Hutmacher Howie Albert ein, um ihm eine Stellung zu verschaffen. Howie arbeitet nebenberuflich als Boxtrainer. Sein langjähriger Traum ist es, irgendwann einmal einen hochbegabten Kämpfer zu entdecken. Bisher hatte er dabei kein Glück. Als er Emiles Muskeln bemerkt und erfährt, dass er als Kind mit Betonsteinen trainierte, beschließt er, ihn im Boxkampf auszubilden. Emiles Mutter unterstützt ihn dabei („Tarzan knows which tree to climb“).
Nachts verspürt Emile den Drang, auf die Straße zu gehen. Er gerät in die Schwulen-Bar von Kathy Hagen, wo er sich schnell wohlfühlt und mit einem jungen Mann anfreundet. Er erzählt ihm und Kathy von seiner Kindheit bei seiner Cousine Blanche. Sie schlug ihn häufig und glaubte, er habe wie seine Mutter den Teufel in seiner Seele. Um diesen auszutreiben, zwang sie ihn, nächtelang Betonblöcke über seinen Kopf zu stemmen (kleiner Emile: „This night is long“). Daraus entwickelte sich seine spätere große Kraft.
Luis hilft Emile weiter beim Ankleiden und erinnert ihn noch einmal an den Besuch bei Benny Paret Jr. Dessen Vater war der Kubaner Benny „Kid“ Paret, Emiles Gegner in einem Boxkampf im Jahr 1962, der in einer weiteren Rückblende gezeigt wird. Vor dem Kampf macht sich Paret über Emiles Homosexualität lustig und nennt ihn „maricón“ (‚Schwuchtel‘). Emiles Trainer nicht das nicht ernst, doch da Emile sich über seine Identität selbst noch nicht im Klaren ist, verletzt ihn dieses Wort schwer („What makes a man a man?“). Während des Kampfes trifft Emile Paret mit siebzehn Schlägen innerhalb von sieben Sekunden. Sein Gegner fällt in ein Koma, aus dem er nie wieder erwachen wird.

### Zweiter Akt
Der alte Emile wird von Gedanken an den nach zehn Tagen im Koma verstorbenen Paret geplagt, bis Luis hereinkommt und ihn aus seinem Wachtraum reißt.
In den späten 1960er Jahren ist Emiles Karriere auf dem Höhepunkt. Er lernt die junge Sadie kennen und heiratet sie. Seine Vergangenheit möchte er vergessen. Seine Freunde, seine Mutter und sein späteres Selbst warnen ihn davor, dass er gegen seine eigene Natur handle und das Mädchen unglücklich machen werde. Emile weist alle Bedenken zurück. Emelda erinnert sich an ihre eigene schwere Kindheit und ihren mühsamen Kampf ums Überleben.
Obwohl Emile einen Kampf nach dem anderen gewinnt, lässt ihn der Gedanke an Parets Tod nicht los. Sein Trainer Howie bemüht sich um Verständnis („How does it feel to kill a man?“). Er glaubt, dass Paret damals gar nicht hätte antreten dürfen, da er vom vorangegangenen Kampf bereits angeschlagen war. Emile gerät zunehmend in Verwirrung („In my head, it happens fast“). Ende 1969 ist seine Siegessträhne beendet. Er verliert viele Kämpfe. Howie erkennt zunehmende neurologische Schäden bei Emile und rät ihm, mit dem Boxen aufzuhören. Auch Sadie und Emelda bitten ihn darum („This night is long“).
In Kathys Bar spricht Emile einen jungen Mann an und küsst ihn. Auf dem Heimweg wird er von einer Gruppe homophober Männer  angegriffen und zusammengeschlagen.
Emile hat den Angriff in der Gegenwart gedanklich noch einmal erlebt. Luis reißt ihn aus dem Albtraum. Er erinnert ihn daran, dass dies alles schon lange her ist, und versucht, ihn zu beruhigen. Emile und Luis treffen sich mit Parets Sohn Benny jr, der seinem Vater sehr ähnlich sieht. Als Emile ihn um Vergebung für seine Tat bittet, entgegnet Benny, dass Emile sich nur selbst vergeben könne. Die beiden verabschieden sich freundschaftlich voneinander. Emile kann endlich Frieden finden.

## Werkgeschichte
Die „Opera in Jazz“ Champion ist die erste Oper des vor allem als Jazztrompeter und für seine Filmmusiken bekannten afroamerikanischen Komponisten Terence Blanchard. Sie entstand im gemeinschaftlichen Auftrag des Opera Theatre of Saint Louis und von Jazz St. Louis. Das Libretto verfasste der Dramatiker und Filmemacher Michael Cristofer. Es erzählt die Lebensgeschichte des erfolgreichen karibischen Boxers Emile Griffith, dessen Gegner Benny „Kid“ Paret bei einem live im Fernsehen übertragenen Kampf ins Koma fiel und nach zehn Tagen starb.
Die Uraufführung fand am 15. Juni 2013 unter der musikalischen Leitung von George Manahan durch das Opera Theatre of Saint Louis im Loretto-Hilton Center for the Performing Arts auf dem Campus der Webster University statt. Die Inszenierung stammte von James Robinson. Das Bühnenbild schuf Allen Moyer, die Kostüme James Schuette, die Choreografie Seán Curran, das Sound Design Rusty Wandall und die Videos Greg Emetaz. Die Darsteller waren Arthur Woodley (Emile Griffith), Aubrey Allicock (junger Emile), Denyce Graves (Emelda Griffith), Robert Orth (Howie Albert), Meredith Arwady (Kathy Hagan), Victor Ryan Robertson (Benny „Kid“ Paret und Benny Paret Jr.), Brian Arreola (Luis Rodrigo Griffith), Chabrelle Williams (Sadie Donastrog Griffith und Blanche), Jordan Jones (kleiner Emile) und Christopher Hutchinson (Ringrichter).
Die auf zeitgenössische Werke spezialisierte Operngesellschaft Opera Parallèle führte das Werk 2016 im Miner Auditorium in der San Francisco Bay Area auf. Es handelte sich um eine Zusammenarbeit mit SFJazz. Für diese Produktion überarbeitete Blanchard die Musik gravierend. Regie führte Brian Staufenbiel. Die Dirigentin war Nicole Paiement.
Die nächste Produktion gab es 2017 an der Washington National Opera in einer Inszenierung von Phillippe Auguin unter dem Dirigenten George Manahan, der bereits die Uraufführung geleitet hatte.
Eine für 2020 geplante Produktion des Michigan Opera Theatre in Detroit musste aufgrund der Maßnahmen gegen die COVID-19-Pandemie abgesagt werden.
Im Mai 2022 zeigte die Boston Lyric Opera im Emerson Cutler Majestic Theatre eine Inszenierung von Timothy Douglas unter der musikalischen Leitung von Kwamé Ryan.
Die Metropolitan Opera New York präsentierte Champion 2023 in einer „überdimensionalen“ Fassung. Nach den erfolgreichen Aufführungen von Fire Shut Up in My Bones war dies bereits die zweite dort gespielte Oper Blanchards. Wie bei der Uraufführung war James Robinson für die Inszenierung zuständig. Das Dirigat übernahm Yannick Nézet-Séguin. Die Hauptrollen sangen Eric Owens (Emile Griffith), Ryan Speedo Green (junger Emile), Latonia Moore (Emelda Griffith), Paul Groves (Howie Albert), Stephanie Blythe (Kathy Hagan), Eric Greene (Benny „Kid“ Paret und Benny Paret Jr.) und Chauncey Packer (Luis Rodrigo Griffith). Das Publikum nahm die Premiere am 10. April 2023 mit Begeisterung und Standing Ovations auf. Der Mitschnitt wurde bei den Grammy Awards 2024 mit dem Preis für die „beste Opernaufnahme“ ausgezeichnet. Die Produktion entstand in Zusammenarbeit mit der Lyric Opera of Chicago, wo sie im Januar und Februar 2024 gezeigt wurde.

## Gestaltung
Die Oper ist ähnlich einem Boxkampf in zehn „Runden“ aufgeteilt, die vom Klang einer Glocke abgeschlossen werden. Die Rolle des Emile wird von drei Sängern unterschiedlichen Alters übernommen, die gelegentlich auch gemeinsam singen. Den Hauptfiguren der Oper, darunter auch dem „kleinen“ Emile, einem Knabensopran, sind jeweils introspektive Arien gewidmet. Ein Beispiel ist die Arie „What makes a man a man?“ des jungen Emile vor seinem schicksalhaften Kampf gegen Benny „Kid“ Paret, in der er über seine Identität nachdenkt, nachdem sein Gegner ihn verspottet hat.
Musikalisch ist das Werk durch wiederkehrende Tonfolgen strukturiert. Größere in sich abgeschlossene Musiknummern wechseln mit meditativen Abschnitten ab. Dem Opernorchester ist ein Jazz-Quartett aus Klavier, Bass, Gitarre und Schlagzeug beigestellt. Auch kleiner besetzte Stücke kommen vor. So gibt es eine nur vom Solo-Kontrabass begleitete Sopran-Arie. Die Musik ist eklektisch und sowohl von unterschiedlichen Jazz-Stilen, Blues, Swing, Gospel oder afrokubanischer Musik beeinflusst, als auch von Blanchards Erfahrungen mit der Filmmusik. Blanchard selbst beschrieb das Verfahren folgendermaßen:

„Ich habe nur versucht zu tun, was Puccini, Strawinsky und all diese Jungs gemacht haben: die Folklore ihrer Zeit zu verwenden und darauf aufzubauen. Genauso habe alles ich aus dem Sammelbecken meiner Kultur geschöpft und auf die Bühne der Met gebracht.“

## Aufnahmen
- 29. April 2023 – Yannick Nézet-Séguin (Dirigent), Orchester und Chor der Metropolitan Opera, James Robinson (Inszenierung), Allen Moyer (Bühne), Montana Levi Blanco (Kostüme), Donald Holder (Licht), Camille A. Brown (Choreografie).
 Eric Owens (Emile Griffith), Ryan Speedo Green (junger Emile), Latonia Moore (Emelda Griffith), Paul Groves (Howie Albert), Stephanie Blythe (Kathy Hagan), Eric Greene (Benny „Kid“ Paret und Benny Paret Jr.), Chauncey Packer (Luis Rodrigo Griffith), Brittany Renee (Sadie Donastrog Griffith), Krysty Swann (Blanche), Ethan Joseph (kleiner Emile), Lee Wilkof (Ringrichter), Edward Nelson (Mann in der Bar), Helena Brown (Lucia Paret), Tshombe Selby (Mano Alfaro).
 Live aus der Metropolitan Opera, New York.
 Video-Stream der Metropolitan Opera und Radio-Übertragungen.[11][12]